# Забрус

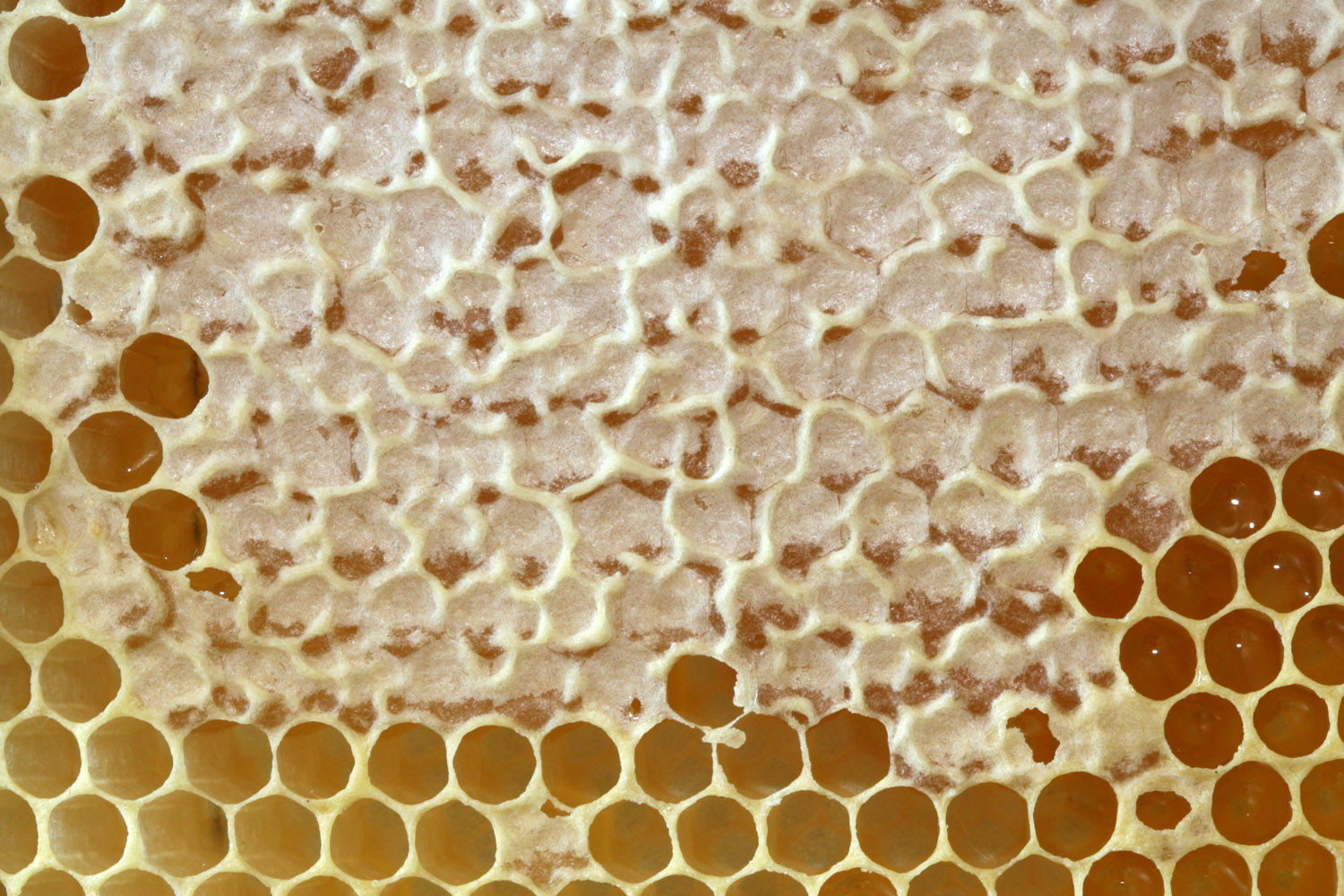
Медяні стільники, запечатані забрусом

Зáбрус або медянá печáтка — продукт бджільництва, що лишається від зрізування кришечок запечатаних стільників; верхня частина воскової чашечки (чарупки).

## Як робиться забрус
Бджоли запечатують чашечки стільників, вщерть заповнені медом. Для запечатування стільників бджоли використовують особливу речовину, до якої входять секрет воскових та слинних залоз бджіл, прополіс і квітковий пилок. Перед тим як викачувати мед воскові кришечки зрізують. При зрізуванні кришечок зрізується і верхня частина чарупки, вщерть заповнена медом, і значна частина цього меду разом з кришечками входить до забрусу.

## Лікувальні властивості
Забрус має високі лікувальні властивості. Вчені дослідили, що в меді забрусу ферменту лізоциму в 4 рази більше, ніж у звичайному меді і в 2 рази більше, ніж у щільниковому, або, що теж саме — стільниковому. У забрусі містяться речовини, які затримують ріст багатьох видів хвороботворних організмів, мають антибіотичну дію. Він покращує обмін речовин в організмі, позитивно діє на кровотворення, підвищує імунітет, не викликає звикання збудника хвороби до себе й цим відрізняється від медикаментів.

## Як лікуватися забрусом
Лікування і просте, і смачне, і не має побічних ефектів: 1-2 чайних ложки забрусу жувати 15 хвилин щогодини протягом 4-6 годин, а потім по 3-4 рази на день. Нежить, запалення слизової оболонки носа та горла, стоматити, трахеїти, бронхіти, пневмонія, ангіна при правильному використанні забрусу лікуються вдвічі-втричі швидше, ніж при звичайному медикаментозному лікуванні.